# Panikköp

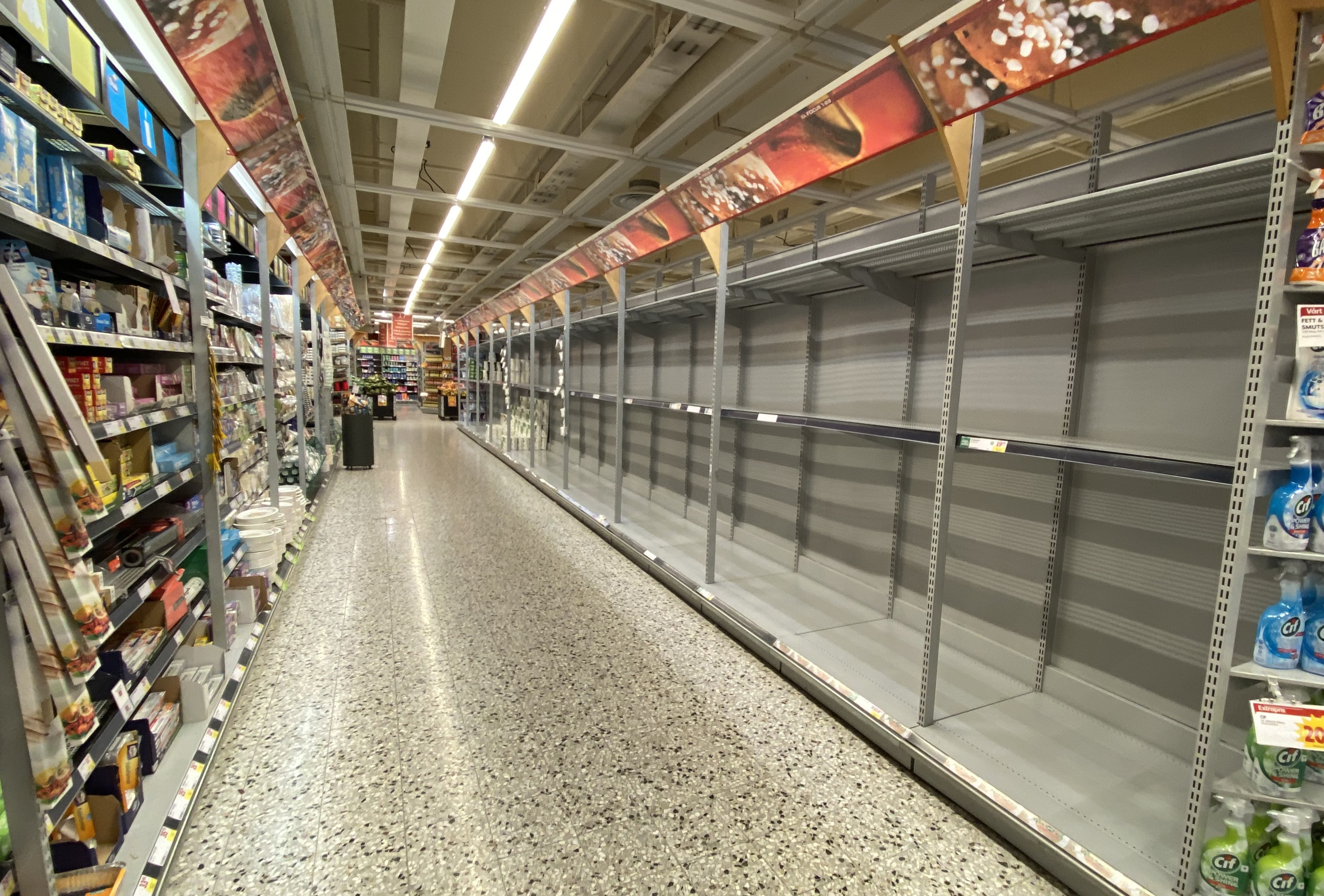
Tomma butikshyllor i en svensk livsmedelsbutik i mars 2020 efter panikköp av toalettpapper.

Panikköp är när man gör inköp i brådska utan eftertanke. Panik är en stressrespons som uppstår vid rädsla.